# Biomineral
Biominerale sind Verbindungen aus Mineralen und Biomolekülen. 
Sie werden von verschiedenen Pflanzen und Tieren zum Aufbau besonders fester Gewebestrukturen gebildet (Biomineralisation) und kommen beispielsweise in Muschelschalen vor. Auch in Zähnen sind solche Strukturen vorhanden.
Mögliche Anwendung dieser Verbindungen in der Medizintechnik und im Bauwesen (unzerbrechlicher Beton) werden werkstoffkundlich untersucht. Heute sind etwa 60 Biominerale bekannt.

## Beispiele
- Apatit (Zahnschmelz, Zahnbein, Knochen, Brachiopodenschalen, Nierensteine)
- Aragonit
- Calcit
- Opal, (Gras (Phytolith), Diatomeen)
- Quarz
- Vaterit (Muschelschalen, Vogeleier, Brachiopodenschalen, Sepia)

## Quelle
- GEO (August 2006)